# Vinculaspis montei
Vinculaspis montei  (лат.) — вид полужесткокрылых насекомых-кокцид рода Vinculaspis из семейства щитовки (Diaspididae).

## Распространение
Южная Америка: Бразилия (Minas Gerais).

## Описание
Мелкие щитовки, форма тела самок субквадратная, угловатая, выпуклая (длина около 2 мм), основная окраска чёрная (у самцов щиток белый). Пигидиум треугольный. Питаются соками ремнецветниковых растений, например, таких как Loranthus (семейство Ремнецветниковые, Loranthaceae). Вид был впервые описан в 1942 году энтомологом Х. С. Лепажем (Lepage, H. S.) под первоначальным названием Trigonaspis montei Lepage, 1942.
Таксон Vinculaspis montei включён в состав рода Vinculaspis Ferris 1942 вместе с таксонами V. atibaiensis, V. inclusa, V. laniata, V. lepagei, V. mamillata, V. mendicula, V. cheloniformis, V. virgata.